# Jan Heřman (malíř)
Jan Heřman, křtěný Johann Anton, psán také Johann Heřmann (17. září 1844 Praha – 5. června 1904 Malá Strana) byl český malíř historických a náboženských obrazů a fresek, pracoval také jako restaurátor.

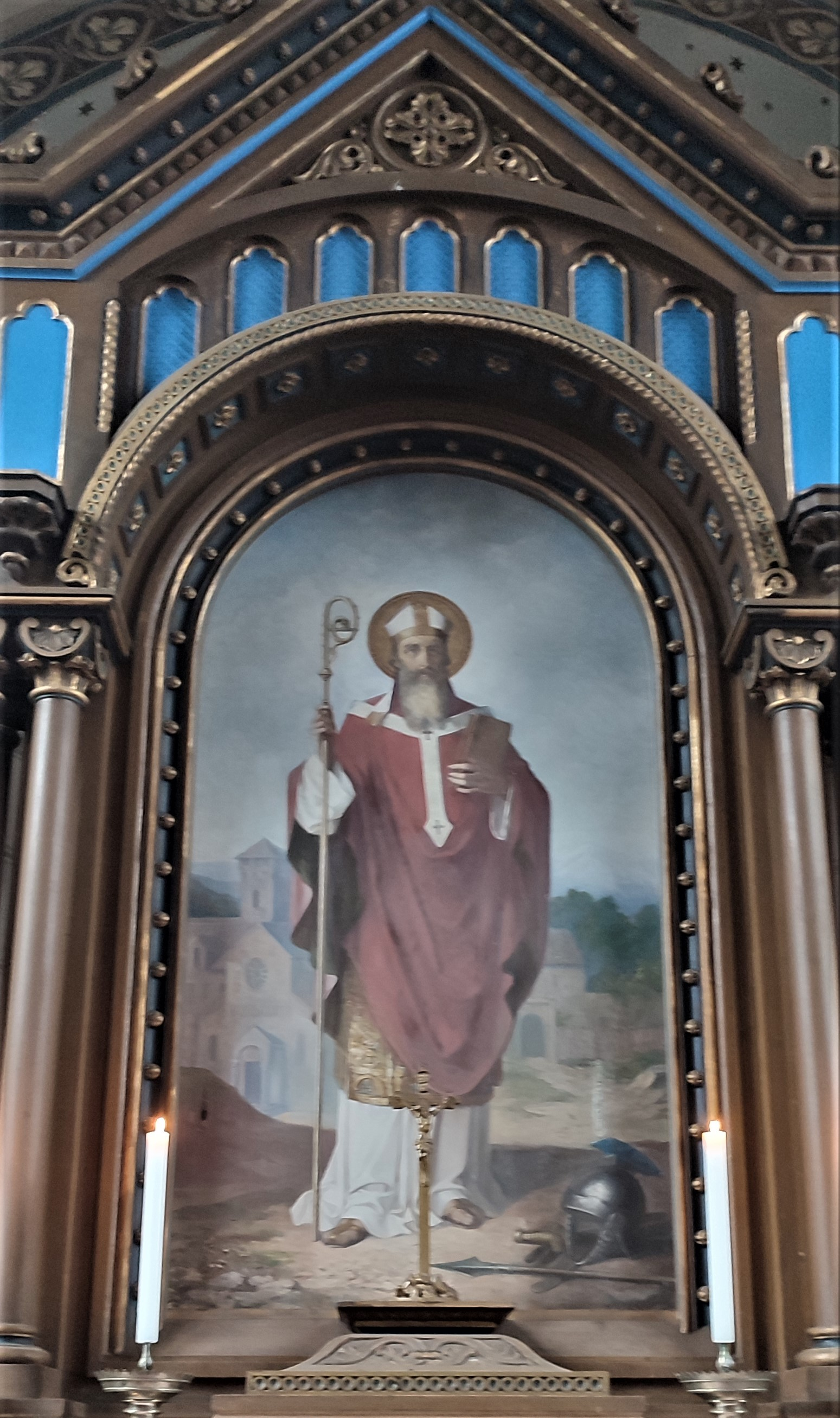
Jan Heřman: Sv. Mikuláš (1889), hlavní oltář kostela sv. Martina a Prokopa v Karlíku

## Život
Narodil se v Praze jako páté ze šesti dětí pražského krejčovského mistra Jana Heřmana, matka Anna Marie brzy zemřela.
V letech 1860–1864 vystudoval monumentální malířství na Akademii výtvarných umění v Praze, v ateliéru Eduarda Engertha a Josefa Trenkwalda. Roku 1868 se v kostele sv. Štěpána na Novém Městě oženil s Annou Weybornou Manželství bylo bezdětné.

Maloval převážně chrámové obrazy a zařadil se mezi nazarény. Dochovalo se více než pět desítek jeho oltářních obrazů, vesměs olejomalby velkého formátu, určené pro kostely nebo školní kaple v Praze nebo ve středních Čechách. Kopie obrazů vycházely barvotiskem, jak ve větším formátu do zasklených rámů, tak jako přílohy časopisů.

## Dílo (výběr)

### Obrazy a fresky
- Oltářní obraz Korunování Panny Marie v kostele Nejsv. Trojice v Mešně (1880)[7]
- Oltářní obraz klečícího sv. Václava, jemuž se na oltáři zjevuje P. Marie (1882); pro školní kapli sv. Václava v Malostranském gymnáziu,[8] nyní v depozitáři Pražského arcibiskupství
- Oltářní obraz svatých Šimona a Judy pro kostel týchž patronů v Dolíně, podle předlohy Hellichovy (1882)[9]
- Oltářní obraz sv. Ludmily (1883)
- Oltářní obraz Panny Marie pro kapli sv. Rocha na Olšanech (před 1883); daroval kaplan František Bečka.[10]
- Oltářní obraz sv. Jakuba pro hlavní oltář téhož světce ve Vojkově[11]
- Oltářní obraz Stětí sv. Jana Křtitele pro kostel téhož zasvěcení ve Skramníkách (1885)[12]
- Oltářní obrazy sv. Jana Sarkandera a sv. Anežky České do farního kostela sv. Vavřince v Klobukách darované roku 1888 ze zámku ve Vraném, objednal světicí biskup Karel František Průcha[13]
- Oltářní obraz sv. Václava v kostele sv. Václava ve Vrbčanech[14]
- Oltářní obrazy sv. Isidora a sv. Jana Nepomuckého v kostele Nanebevzetí P. Marie v Počaplech (1886)[15]
- Oltářní obraz Seslání dítěte Panny Marie sv. Anně a sv. Jáchymovi v kostele Narození Panny Marie v Praze-Michli (1889)[16]
- Oltářní obraz sv. Martina v kostele sv. Martina a Prokopa v Karlíku (1889)[17]
- Obraz sv. Tomáše a sv. Anny pro kostel v Drahově u Veselí nad Lužnicí (1889). Zaplatil Jakub Vojta – Slukov.
- Oltářní obraz trůnící Panny Marie pro kostel Narození Panny Marie ve Velkém Pálči (1889–1890)[18]
- Oltářní obraz sv. Jiří pro kostel sv. Jiří v Lukově na Kladensku (1890)
- Oltářní obraz sv. Jana a Pavla pro kostel téhož zasvěcení v Krtni (1890)[19]
- Oltářní obrazy svatého Norberta a sv. Heřmana Josefa pro kostel sv. Norberta ve Střešovicích (1891),[20] byly odstraněny i s oltáři po roce 1951.
- Oltářní obraz s poprsím sv. Anežky České pro kostel sv. Gotharda ve Slaném[21]
- Oltářní obraz se sv. Annou vyučující Pannu Marii, kostel sv. Václava, Vrbčany (1893)[22]
- Oltářní obrazy sv. Josefa, Panny Marie a Krista v kostele Nanebevzetí Panny Marie v Mukařově (1893)[23]
- Nástěnná malba v apsidě rotundy sv. Martina na Vyšehradě – původní předlohu Josefa Vojtěcha Hellicha přepracoval Jan Heřman (tempera, 1893)
- Oltářní obraz sv. Josefa – původně v kapli kněžského semináře v Litoměřicích (1893)[24]
- Oltářní obraz Všech svatých se skupinou českých patronů pro kostel Všech svatých v Knovízi (1894)[25]
- Oltářní obraz Svatý Jan Nepomucký jako almužník pro kostel sv. Jana Křtitele v Noutonicích (1895).[26]
- Oltářní obrazy sv. Ignáce z Loyoly a Umírajícího sv. Františka Xaverského pro farní kostel sv. Prokopa ve Středoklukách (1896)[27]
- Oltářní obrazy sv. Ludmila vyučující sv. Václava a svatý Norbert v kostele Zvěstování P.Marie v Úhonicích, (asi 1895)[28]
- Nástěnné malby Zvěstování, Narození, Zmrtvýchvstání a Nanebevstoupení Páně v interiéru katedrály sv. Ducha v Hradci Králové (1898); společně s Karlem Špillarem a Vojtěchem Preissigem

### Restaurátorské práce
- Gotické fresky v kostele Narození Panny Marie v Průhonicích,[29] nevhodně domaloval chybějící partie, jeho přemalby byly při celkové obnově kostela sňaty